# 밝은빛태극권
밝은빛태극권은 대한민국의 태극권수련 및 연구 기관이다. 1988년을 시작으로 설립자 박종구 가 태극권 및 도인법 지도를 진행하였고 1999년 밝은빛태극권 수련센터를 설립하였다. 
2024년 5월 현재 서울을 시작으로 창원, 전주, 제주, 부산에 지원을 두고 있고 각 지역 복지센터 및 문화센터 등에 프로그램을 제공하고 있다.
수련과정은 진가, 무가, 양가, 오가, 손가, 홀뢰가의 주요 태극권 6대유파의 태극권을 모두 가르치고 있다. 또한 화타오금희 및 기타 도인법을 지도하고 있다. 

중국의 무술인 태극권을 한국인이 수련하는 데에는 많은 장애가 있을 수 밖에 없다. 오랜 전통의 역사를 가진 태극권/太極拳 또는 중국어로 '타이지췌안(taijiquan)'이란 중국 고유의 무술 문화를 익히는 것은 단순히 무술 동작인 기예를 익히는 것으로 끝나지 않는다. 오랜 세월에 걸쳐 발전한 까닭에 그 기예는 많은 선현들의 철학과 중국이 품고 있는 문화를 담고 있기 때문이다. 따라서 기본적으로 오랜 시간, 많은 땀과 끈기가 필요하다.

박종구(1968~)는 이런 과정을 뛰어넘기 위해 20대 이후의 삶을 걸었다. 1980년대 대만(臺灣/Taiwan)에서 유학하던 형으로부터 태극권을 알게 된 때는 1980년대 중반 무렵이었고, 1993년 자신이 공부한 걸 확인하고 검증하기 위해 중국 베이징으로 향했다. 대략 5년 동안 베이징에서 만난 분들은 진가 뿐 아니라 대표적으로 오파의 왕배생(王培生: 1919-2004)노사였다. 태극권만 한 것이 아니라 형의권, 팔괘장, 대성권, 그리고 영춘권 등 다양한 유파의 명사들을 찾았고 그 진수를 익혔다. 그 당시 유명한 무술인들에게서 모두 권의 종지를 배울 수 있었던 것은 역설적으로 중국인이 아닌 한국인이었기에 가능한 일이었다. 
그는 "참 저는 운이 좋았어요. 청 시대의 마지막 인물들을 만나 그 기예를 전수받을 수 있어서요."라고 하였다. 왜냐면 왕배생을 포함한 그가 만난 많은 전통 무술 전수자들이 지금은 이 세상에 없기 때문이다. 한 분야의 전문가가 사라지면 한 생명이 사라지는 것으로 끝나지 않고 그가 살았던 시대의 문화가 없어지는 것이다. 그리고 1999년 밝은빛태극권 수련원을 세운 이후에도 해결하지 못한 미진한 공부를 위해 2010년까지 참구하였다. 필요하면 중국의 명사를 초청해서 연구하였는데 이들 중에는 진가의 마홍, 진소왕, 양가의 양진탁과 양군, 손가의 손완용, 오파의 장위일, 홀뢰가의 양홍정 등이 있다. 

그러니까 박종구 원장이 1980년대 후반, 태극권이란 중국 전통 무술을 수련한 이후, 중국의 모든 태극권 문파를 섭렵하며 태극권의 종지를 완전히 이해하고 터득하였다. 이 때가 2010년이다. 어쩌면 밝은빛태극권은 1999-2010년은 성장기, 2010년 이후부터 밝은빛 프로그램을 본격적으로 나누기 시작하였다. 혹자는 이런 과정을 부정하며 공격도 하지만 이는 전수 과정의 노력과 역사를 제대로 확인하지 못한 까닭일 뿐이다. 결론적으로 <밝은빛 태극권>은 중국의 태극권 6개문파의 무술을 한국에서 제대로 가르칠 수 있는 세계 유일의 문파인 셈이다. 

## 같이 보기
- 태극권
- en:Taichi